# Xylopia poggeana
Xylopia poggeana este o specie de plante angiosperme din genul Xylopia, familia Annonaceae, descrisă de Adolf Engler și Friedrich Ludwig Diels. Conform Catalogue of Life specia Xylopia poggeana nu are subspecii cunoscute.